# ナルヴェ・ボンナ
ナルヴェ・ボンナ（Narve Bonna, 1901年1月16日 - 1976年3月2日）は、ノルウェーのスキージャンプ選手。

## プロフィール
ノルウェー、アーケシュフース県バールムのLommedalenで生まれた。1924年に行われたシャモニーオリンピックのスキージャンプに出場、銀メダルを獲得した。飛距離は1回目47.5m、2回目49.0mであった。
現役引退後はLommedalenのスキー工場でスキー板の開発に携わった。.